# Siliziumdriftdetektor
Ein Siliziumdriftdetektor (SDD) ist ein Strahlungsdetektor zur Messung von ionisierender Strahlung. SDD werden unter anderem in Röntgenspektrometern zur Detektion von Röntgenstrahlung eingesetzt.
Der Halbleiterdetektor wurde 1984 von E. Gatti und P. Rehak vorgestellt und seitdem für unterschiedliche Bereiche der Hochenergiephysik und Röntgenspektroskopie weiterentwickelt.

## Aufbau

### Vorläufer pin-Diode
Der Grundaufbau ist eine pn-Diode ähnlich einer Fotodiode aus Silizium mit einem hochdotierten p-leitfähigen (p+) und einem moderat dotierten n-leitenden Bereich. Geeignet ist ein n-dotierter Wafer, der auf der Oberseite p-dotiert wird. Die Oberseite und ebenso die Rückseite werden flächig kontaktiert und bilden die Elektroden. Eine daran in Sperrrichtung der Diode angelegte elektrische Spannung (Deckschicht negativ, Substrat positiver Pol) führt dazu, dass vorrangig der n-dotierte Bereich am Übergang zum p+-dotierten Bereich verarmt, das heißt, das Feld der angelegten Spannung führt zu einer Verdrängung der Majoritätsladungsträger (im n-dotierten Bereich die Elektronen). Dadurch verbreitert sich die bereits ohne äußere Spannung vorhandene Raumladungszone. Einfallende Röntgenstrahlung, die dort absorbiert wird, erzeugt Elektron-Loch-Paare, die in diesem an Ladungsträgern armen Bereich aufgrund der angelegten Spannung getrennt werden können, ohne zu rekombinieren. Die Elektronen driften zum n-dotierten Bereich und gelangen zur Anode. Die Löcher (Defektelektronen) driften hingegen zum p-dotierten Bereich und gelangen zur Kathode des Detektor-Kristalls.
Ein solcher einfacher, flächiger Aufbau hat jedoch Nachteile, denn zum einen stellte die flächige Anode eine große elektrische Kapazität dar, was zu einer großen Signalformungszeit führt, zum anderen ergibt sich nur eine flache, kleine Raumladungszone.

### Drift-Struktur
Eine deutliche Verbesserung wurde mit der 1984 von E. Gatti und P. Rehak vorgestellten Driftkammer erreicht. Im Gegensatz zu dem zuvor beschrieben Aufbau wurde ein dünnes n-dotiertes Siliziumsubstrat (Die eines Wafers) beidseitig mit einem p+-dotierten Bereich versehen und kontaktiert (die Kathode). Das n-dotierte Bulk-Silizium wurde nur über einen relativ kleinen Kontakt an einer der Seiten kontaktiert. Trotz der kleinen Dimension der Anode ist es möglich, den gesamten Wafer durch eine extern angelegt elektrische Spannung zu verarmen. Dabei wachsen zunächst die schon ohne Spannung vorhandenen Raumladungszonen (beide Substratseiten) mit Größe der Spannung, bis sich beide Raumladungszonen berühren, so dass sich zwischen den beiden p+-dotierten Bereichen ein verarmter Bereich ausbildet. Erhöht man die Spannung weiter, breitet sich die Raumladungszone weiter seitlich außerhalb der p+-dotierten Bereiche in Richtung der Anode aus.
Von einfallender Röntgenstrahlung, die in diesem ladungsträgerarmen Bereich absorbiert wird, erzeugte Elektron-Loch-Paare werden aufgrund der angelegten Spannung getrennt. Die Löcher (Defektelektronen) driften zu den p+-Kontakten und die Elektronen in Gegenrichtung in die Substratmitte zwischen den beiden p+-Kontakten. Durch Überlagerung der Raumladungszone mit einer zweiten Spannung parallel zu Waferoberfläche können die Elektronen kontrolliert zur Anode driften, wo sie einer Verstärkerschaltung bzw. Auswertungselektronik zugeführt werden. Auf diese Weise erhält man die Grundstruktur der von E. Gatti und P. Rehak vorgestellten Halbleiter-Driftkammer.
Später wich der Aufbau von diesem Grundkonzept mehr oder weniger ab. Zur Effizienzsteigerung werden beispielsweise mehrere SDD in zylindrischer Form auf einem hochreinen Silizium-Wafer gefertigt. Es werden mehrere p-dotierte Bereiche ringförmig um eine zylindrische n-dotierte Anode in der Wafermitte angeordnet.
Dabei kommen Standardverfahren der Halbleitertechnik zum Einsatz, beispielsweise fotolithografische Strukturierung, Ionenimplantation zur Dotierung oder Abscheidung von Siliziumdioxid und Aluminium.
Neben der aufwendigen zweiseitigen Version wurden in der Literatur alternative Varianten mit nur einseitiger Strukturierung vorgestellt, bei denen zusätzlich Transistoren als Vorverstärker auf dem Detektor-Kristall integriert wurden, vgl. u. a. Scholze et al., Pieolli et al. sowie Friedbacher und Bubert.

## Vor- und Nachteile
Aufgrund der geringen Dicke und somit des geringeren Detektorvolumens gegenüber Si(Li)-Detektoren besitzen SDD bereits oberhalb ca. 10 keV eine geringere Effizienz.
Dies ist jedoch bei der Röntgenfluoreszenzanalyse (RFA) kaum störend, da hier die Strahlungsintensität meist hoch genug ist. Die (volumenabhängigen) Leckströme sind ebenfalls deutlich geringer, was das Rauschen des Ausgangssignals verkleinert. Deshalb genügt es, sie mit kleinen Peltier-Kühlern auf etwa −20 °C zu kühlen. Dadurch (und wegen der effizienteren Herstellung auf Wafern) sind sie kleiner und günstiger als Si(Li)s.
Da die elektrischen Signale in der Mitte des Siliziumdriftdetektors auf einer kleinen Anode geringer elektrischer Kapazität gesammelt werden, ist ihre Reaktionszeit gegenüber Si(Li)-Detektoren wesentlich kürzer. Des Weiteren erlaubt die Herstellung mit Standardverfahren der Halbleitertechnik auf typischerweise 4-Zoll- oder 6-Zoll-Wafern eine einfache Integration eines oder mehrerer Transistoren, die als Vorverstärker dienen. Damit sitzt der Vorverstärker dichter am Detektormaterial als bei den Si(Li)-Detektoren, was wiederum eine bessere elektronische Auswertung ermöglicht.
Aus diesen Gründen lösen sie zunehmend die Si(Li)-Detektoren ab.